# 保罗·阿尔蒙德
保罗·阿尔蒙德( 1931年4月26日 –2015年4月9日) ，加拿大皇家艺术学院院士，是加拿大著名的电视和电影编剧，导演和制片人，在1990年之后专注于小说创作。他的作品中最广为人知的是纪录片《人生七年》系列。

## 人物生平
保罗·阿尔蒙德曾就读于加拿大顶尖的独立中学主教学院，麦吉尔大学以及英国牛津大学贝利奥尔学院等名校。他在牛津大学时主攻哲学，政治学，经济学，在校期间也非常活跃，曾主编牛津大学校刊《ISIS》，他同时也是牛津大学冰上曲棍球俱乐部的成员。在毕业之后他成为了加拿大广播公司的一名导演和制片人，同时也会参与一些剧本创作。后来他回到英国，曾就职与BBC和ABPC（英国电视画面公司相关及电影公司），而当他就职于格拉纳达电视台时，拍摄了广为人知的长篇纪录片《7up》的第一部。
在60年代后期，他曾雄心勃勃地试图建立一个优质的加拿大艺术电影体系，这充分表现在他极富内涵的电影《伊莎贝尔》(Isabel(1968)) 、《寂寞的心》(The Act of the Heart (1970)）和旅行(Journey (1972)) 之中，而且在电影的创作过程中他结识了他的妻子，女演员吉纳维芙·布约德(Geneviève Bujold)。但是在当时，这些电影在加拿大却没有受到良好的评价甚至受到很多抵制，但这独特的三部曲却成为了保罗·阿尔蒙德至今最好的电影，并且为加拿大电影做出了显著的贡献。在之后十年保罗·阿尔蒙德离开了大银幕的创作。
十年之后，他导演了《铁幕谜情记机密第三站》( Final Assignment (1980) )，并在之后创作了三部电影《波澜万丈》(Ups and Downs (1983) )、《被俘虏的心》(Captive Hearts (1987) )以及《The Dance Goes On》 (1991) )。
除了他自己的电视和电影作品，保罗·阿尔蒙德同时也导演和制作了改编自亨利克·易卜生（Henrik Ibsen）、田纳西·威廉姆斯（Tennessee Williams）、威廉·莎士比亚 （William Shakespeare）等作家的电视作品。除此之外他还改编和创作属于他自己的作品，如《简·奥斯汀》（Jane Austen）《艾米丽·勃朗特》（Emily Brontë）、《亨利·詹姆斯》（Henry James,）等等。
1990以来，保罗·阿尔蒙德开始编撰小说，并于2007年获得加拿大导演协会颁发的终身成就奖。同时，他还是加拿大皇家艺术学会会员。

## 个人生活
保罗·阿尔蒙德的第一任妻子是加拿大国家芭蕾舞团的舞蹈演员，安吉拉·利（Angela Leigh）。第二任妻子是吉纳维芙·布约德(Geneviève Bujold)，并且他们还育有一子，马修·詹姆斯·阿尔蒙德，但他们于1973年离异。
他第三任妻子是摄影师 琼·哈伍德·埃尔金斯（Joan Harwood Elkins），他们于1976年结婚并生活至今。
现在，他与家人主要生活在加利福尼亚马里布，但他在加拿大魁北克省还拥有一个世袭的农场—Shigawake。

## 作品

### 电影
- 《七年》Seven Up! (1964)
- 《伊莎贝尔》Isabel (1968)
- 《寂寞的心》The Act of the Heart(1970), 凭此获得加拿大电影奖，最佳导演奖
- 《旅行》Journey (1972)
- 《铁幕谜情记机密第三站》Final Assignment (1980)
- 《波澜万丈》Ups and Downs (1981)
- 《被俘虏的心》Captive Hearts (1987)
- The Dance Goes On (1992)

### 小说
- La Vengeance des Dieux (Art Global Publishers, 1999)
- The Alford Saga:
- The Deserter (McArthur & Co, 2010)
- Le Deserteur (Quebec-Amerique, 2013)
- The Survivor (McArthur & Co, 2011)
- The Pioneer (McArthur & Co, 2012)
- The Pilgrim (McArthur & Co, 2012)
- The Chaplain (Sulby Hall Publishers, 2013)
- High Hopes: Coming of Age in the mid-Century (ECW Press, 1999)(with Michael Ballantyne)

## 荣誉
- 加拿大电影奖，最佳导演奖《寂寞的心》The Act of the Heart (1970)
- 加拿大导演协会颁发的终身成就奖 2007年